# Manu Bruynseraede
Manu Bruynseraede, geboren als Emmanuel Bruynseraede (Ekeren bij Antwerpen, 18 november 1969) is een Belgisch schrijver, performer en visueel kunstenaar. Hij is de oudste zoon van Marc Bruynseraede, dichter en oprichter van het literaire tijdschrift Deus Ex Machina. Hij richtte tijdens zijn studie Germaanse filologie (Universiteit Antwerpen, 1991) samen met de schrijver JMH Berckmans, Vital "Vitalski" Baeken, Steven Grietens en Geert Beullens het avantgardistisch theater-rockensemble Circus Bulderdrang op, dat begon als een dichtersgroep. Hij trad tientallen keren op in Vlaanderen en Nederland, met deze groep die vaak van bezetting wisselde, maar werd nooit bij naam genoemd in pers en media, omdat 'Vitalski' dit de hele tijd wilde verhinderen. Voor de specialisatie Vertaalwetenschap maakte Manu Bruynseraede als universiteitsthesis een eerste vertaling in het Nederlands van "Eureka, een Essay over het Materiële en Spirituele Universum," van de  Amerikaanse schrijver Edgar Allan Poe, diens laatst voltooide werk (1848).
In 1994 reisde hij op een Europese tournee als technieker mee met het theater- en dansgezelschap van Jan Fabre. Hij bleef twee jaar in Hamburg (Duitsland) wonen en schreef en regisseerde daar in opdracht van de stad twee theaterstukken:
- The Two Blindmen (1995): een toneelopvoering in het Engels met Michael Gerlinger en de blind geboren Ivanka Rados, Kampnagel Internationale Kulturfabrik Hamburg. Deze toneelopvoering was bijzonder in die zin dat Bruynseraede een blinde man liet vertolken door een ziende acteur, en een ziende man liet vertolken door een blinde vrouw zonder ervaring met theater.

- Lazarus und das Paradies (1996): een monoloog in het Duits met Michael Gerlinger (Lazarus), Theatron Hamburg.

Van 1997 tot 2000 trad Manu Bruynseraede opnieuw herhaaldelijk in Antwerpen op samen met Vitalski, in diens anarchistische happenings van De Ysfabrik, niet enkel in alle grote theaters van de stad, maar ook in leegstaande gebouwen en kraakpanden. Ook hier werd zijn identiteit verborgen gehouden. Zo is zijn stem bijvoorbeeld te horen op de CD "De Violet 7 :7 Inch Heel" (single) (Nederlandstalige muzikale poëzie) van Vitalski. 
Manu Bruynseraede bracht vier boeken uit, en stelt regelmatig zijn schilderijen tentoon. Sinds 2010 legt hij zich toe op het vertalen van de poëzie van de Amerikaanse schrijver Charles Bukowski en is hij nauw betrokken bij projecten rond outsiderkunst. Sinds datzelfde jaar werkt hij ook aan de sculptuur Primatus Eruditus, die bestaat uit menselijke dentale extracties. 